# Thomas Alexander Smith
Thomas Alexander Smith (* 3. September 1850 bei Greenwood, Delaware; † 1. Mai 1932 in Newark, Delaware) war ein US-amerikanischer Politiker. Zwischen 1905 und 1907 vertrat er den Bundesstaat Maryland im US-Repräsentantenhaus.

## Werdegang
Im Jahr 1856 zog Thomas Smith mit seinen Eltern nach Ridgely in Maryland. Dort besuchte er die öffentlichen Schulen und dann die Denton Academy. In den folgenden Jahren arbeitete Smith in den Staaten Maryland, Delaware und Michigan als Lehrer. Anfang der 1880er Jahre kehrte er nach Ridgely zurück, wo er zwischen 1885 und 1889 Posthalter war. Danach arbeitete er im Handel. Gleichzeitig schlug er als Mitglied der Demokratischen Partei eine politische Laufbahn ein. Zwischen 1889 und 1893 war er Mitglied im Schulausschuss des Caroline County. Von 1894 bis 1896 saß Smith im Senat von Maryland. Von 1900 bis 1904 leitete er das statistische Amt des Staates Maryland. In den Jahren 1903 und 1904 war er außerdem Vizepräsident der bundesweiten Vereinigung der Arbeitsstatistiker. Smith gehörte damals auch dem Wohlfahrtsausschuss seines Staates an. Neben diesen Tätigkeiten stieg er auch in das Bankgewerbe ein. Er war einer der Gründer der Bank of Ridgely und wurde deren erster Präsident.
Bei den Kongresswahlen des Jahres 1904 wurde Smith im ersten Wahlbezirk von Maryland in das US-Repräsentantenhaus in Washington, D.C. gewählt, wo er am 4. März 1905 die Nachfolge des Republikaners William Humphreys Jackson antrat, den er bei der Wahl geschlagen hatte. Da er im Jahr 1906 gegen Jackson verlor, konnte er bis zum 3. März 1907 nur eine Legislaturperiode im Kongress absolvieren. In den Jahren 1908 und 1910 war Smith Delegierter auf den jeweiligen Versammlungen der Farmervereinigung Farmers’ National Congress. Von 1908 bis 1912 fungierte er als Landbeauftragter der Staatsregierung von Maryland. Zwischen 1915 und 1920 arbeitete er für die Steuerbehörde. Er starb am 1. Mai 1932 in Newark und wurde in Ridgley beigesetzt.